# Învierea fiicei lui Iair

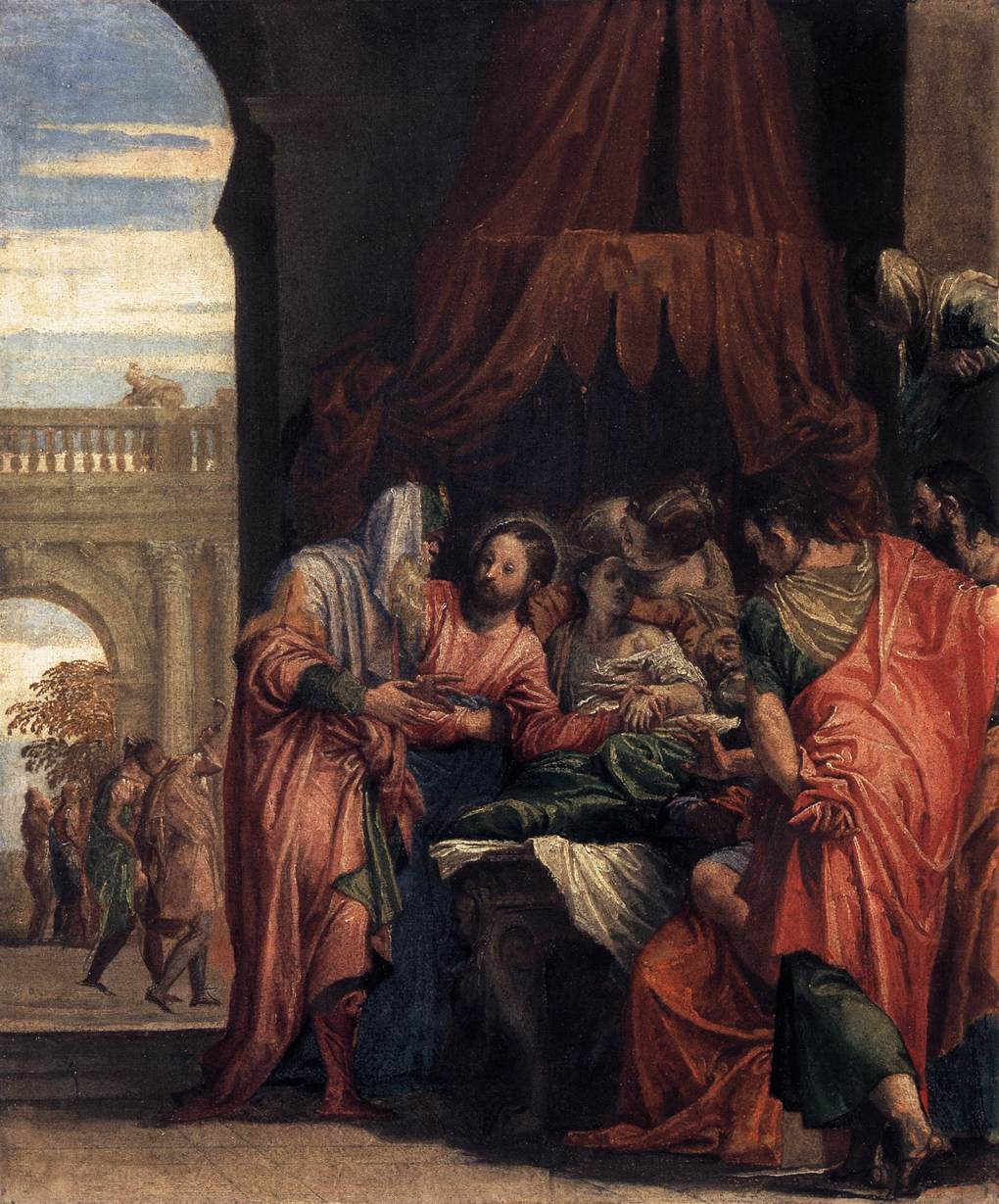
Învierea fiicei lui Iair de Paolo Veronese, 1546

Învierea fiicei lui Iair este una din minunile lui Iisus, consemnată în Evanghelia după Matei (9:18–26), în cea după Marcu (5:21–43) și în cea după Luca (8:40–56).
Povestea aceasta urmează imediat după Exorcismul din ținutul Gadarenilor. Iair, mai-marele sinagogii, l-a rugat pe Iisus să o vindece pe fiica sa care era pe moarte. După Matei, fiica sa era deja moartă. Pe drumul spre casa lui Iair, o femeie bolnavă din mulțime se atinge de veșmântul lui Iisus și se vindecă pe loc. Aceasta este cunoscută ca minunea vindecării femeii cu scurgere de sânge.
Între timp, fata moare, dar Iisus intră în casă și o readuce la viață pe fiica lui Iair, sau după propriile sale cuvinte, o trezește. În Evanghelia după Marcu, Iisus i-a spus fetei fraza aramaică "Talita kumi" (transliterată în grecește ca ταλιθα κουμ și însemnând: "Fetițo, îți spun ție, scoală-te!").

## Interpretări
Donahue și Harrington afirmă că acest episod arată că "credința, în special cea dovedită de femeia cu scurgere cu sânge, poate exista și în situațiile aparent fără speranță".
Cele două povestiri combinate au fost utilizate ca un exemplu de intercalare, cu una dintre ele inserată în cea de-a doua, și de contrast prin compararea unei femei bolnave de 12 ani cu fetița de 12 ani. Michael Keene precizează că acolo este o legătură între Iair și femeie: "Legătura între ei este credința pe care atât Iair, cât și femeia cu scurgere de sânge o arată față de Iisus".
Walvoord și Zuck afirmă că: "Ceea ce apare a fi ca o întârziere dezastruoasă în vindecarea femeii asigură restabilirea fiicei lui Iair. Este ordonată în mod providențial pentru a încerca și întări credința lui Iair." Lang mai afirmă și că: "Această întârziere va servi pentru a încerca și întări credința lui Iair."